# Seneca (Nebraska)
Seneca je selo u američkoj saveznoj državi Nebraska. Prema popisu stanovništva iz 2010. u njemu je živjelo 33 stanovnika.